# Malcolm Hartley
Malcolm Hartley, engleski astronom. Radi na zvjezdarnici Siding Springu u Australji. Glavno zanimanje su mu galaktike i kometi. Do danas je otkrio 13 kometa: 79P/du Toit-Hartley, 80P/Peters-Hartley, 100P/Hartley (Hartley 1), 103P/Hartley (Hartley 2), 110P/Hartley (Hartley 3), 119P/Parker-Hartley, 123P/West-Hartley, 161P/Hartley-IRAS, 318P/McNaught-Hartley, C/1984 W2 (Hartley), C/1985 R1 (Hartley-Good), C/1995 Q2 (Hartley-Drinkwater) i C/1999 T1 (McNaught-Hartley).
Otkrio je razne asteroide, među kojima amorske asteroide 21374 (1997 WS22) i 65674 (1988 SM).
Po Hartleyu je nazvan asteroid 4768 Hartley.

## Vanjske poveznice
- The Man Behind Comet Hartley 2. NASA (engleski). Inačica izvorne stranice arhivirana 4. studenoga 2010. Pristupljeno 5. studenoga 2010. Nepoznati parametar |data= zanemaren (prijedlog zamjene: |date=) (pomoć)